# Сабин Вайс
Сабин Вайс (на френски: Sabine Weiss) е швейцарско-френски фотограф и един от най-видните представители на френското хуманистично фотографско движение, заедно с Робер Доано, Вили Рони, Едуар Буба и Изис Бидерманас. Родена е в Швейцария и става натурализирана френска гражданка през 1995 г.

## Биография
Сабине Вайс е дъщеря на химика Луи Фредерик Вебер и Соня Меклинг. 
Вайс започва да снима през 1932 г. с бакелитов фотоапарат, купен с нейни собствени джобни пари. Баща ѝ я подкрепя в избора ѝ и по-късно тя учи фотографска техника от 1942 до 1946 г. от Фредерик Боасон, студиен фотограф в Женева. След това чиракуване тя получава швейцарската квалификация по фотография през 1945 г. От 1949 г. работи като фотограф на свободна практика.
През 1950 г. се омъжва за американския художник Хю Вайс. Робер Доано ѝ предлага място в агенция Rapho през 1952 г. след среща в кабинета на директора на Vogue.
Сприятелява се с творци като Жан Кокто, Морис Утрильо, Жорж Руо и Жак Анри Лартиг.
Участва в изложбата от 1955 г. „Семейството на човека“ от Едуард Щайхен в Музея за модерно изкуство (MoMA) в Ню Йорк. След 1954 г. има над 170 самостоятелни изложби, а снимките ѝ са представени в над 80 групови изложби. 
Умира на 28 декември 2021 г. в Париж.

## Филми
- 2013: Une vie de photographe
- 2013: Un regard sur le temps
- 2014: Mon métier de photographe, ein Film von Stéphanie Grosjean
- 2015: Les 1001 vies de Sabine Weiss, ein Film von Jean-Baptiste Roumens für die «Nuit des Images», Musée de l’Elysée, Lausanne